# Barthélémy Terrier
Pour les articles homonymes, voir Terrier.
Prosper Jacques Barthélemy Terrier, né à Montaiguët-en-Forez le 9 juin 1805 et mort au Donjon le 24 novembre 1876, est un médecin humaniste français, compagnon d'exil de Victor Hugo. 

## Biographie
Il descend d'une famille de propriétaires terriens et de médecins engagés aux côtés des républicains donjonnais dès la Révolution de 1789. Il épouse Jeanne-Marie Anaïs Préveraud, sœur d'Honoré Préveraud. 
Maire du Donjon en 1847, il est élu député de l'Allier en 1848.  C'est lui qui, de Paris, avertit les républicains donjonnais du coup d'État du 2 décembre 1851.
Proscrit et obligé de partir en exil, il passe sept ans à Jersey et Guernesey en présence de Victor Hugo dont il devient le médecin personnel et l'ami.
En 1858, alors que Victor Hugo est condamné par tous les médecins, Terrier se dévoue pour le sauver d'un anthrax, maladie grave à l'époque. En témoignage de sa reconnaissance, le poète lui offre deux cadeaux : 
- le fauteuil témoin de sa maladie et de son calvaire ;
- un livre contenant l'ensemble de ses œuvres, ainsi dédicacé :

« Je vous donne ce livre comme à l'un des hommes que j'aime et que j'estime le plus au monde. Dans deux maladies graves, vous avez guéri ma fille, et vous m'avez guéri. Je dirais sauvé, si Dieu n'avait pas été là pour vous aider. Dans ces deux occasions inoubliables, vous avez été pour moi, pour nous, un admirable ami. C'est à l'ami que j'offre ce livre. Je l'offre aussi à l'intègre représentant du peuple qui a défendu la République et au vaillant proscrit qui honore l'exil. »

Terrier décède au Donjon le 24 novembre 1876, à l'âge de 71 ans. Sa mort est reçue par Victor Hugo comme un véritable choc. Il repose au cimetière du village sous une tonnelle où les herbes folles poussent en toute liberté. Au-dessus de la tombe, sur une plaque émaillée figure un poème de sa composition intitulé "Réconciliation"  dont voici un extrait :

« Chantez joeux, dormez, doux amis que j'abrite :

Mon toit hospitalier jamais ne trahira

L'être béni qui vient y demander gîte". »

## Sources
- « Barthélémy Terrier », dans Adolphe Robert et Gaston Cougny, Dictionnaire des parlementaires français, Edgar Bourloton, 1889-1891 [détail de l’édition]